# 多马丹苏昂
多马丹苏昂（法語：Dommartin-sous-Hans）是法国马恩省的一个市镇，位于该省东北部，属于圣默努区。该市镇总面积6.49平方公里，2009年时的人口为52人。

## 人口
多马丹苏昂人口变化图示